# Dvacítková soustava

Mayské číslice jsou ve dvacítkové soustavě.

Dvacítková (vigesimální) soustava nebo také systém od základu 20 je poziční číselná soustava založená na základu 20 (dvacet) obdobně, jako jsou číslice v desítkovém soustavě založeny na základu deset). Běžně se zapisuje obdobně, jako šestnáctková soustava a obsahuje číslice 0-9 a A-J.

Předpokládá se, že může být, podobně jako jako desítková a dvanáctková soustava, spojená s počítáním na prstech
Dvacítkový systém se stále používá v mnoha jazycích, zejména v jorubštině, mezi Tlingity užívající mayskou soustavu, v některých kavkazských a asijských jazycích apod.
V mnoha - i evropských - jazycích přežívá základ 20 alespoň v některých jazykových konstrukcích pro některá čísla, jako např. i v češtině zvláštním tvořením názvů čísel 11 až 19, které se neopakuje pro čísla větší, než 20.